# Baia di Subic

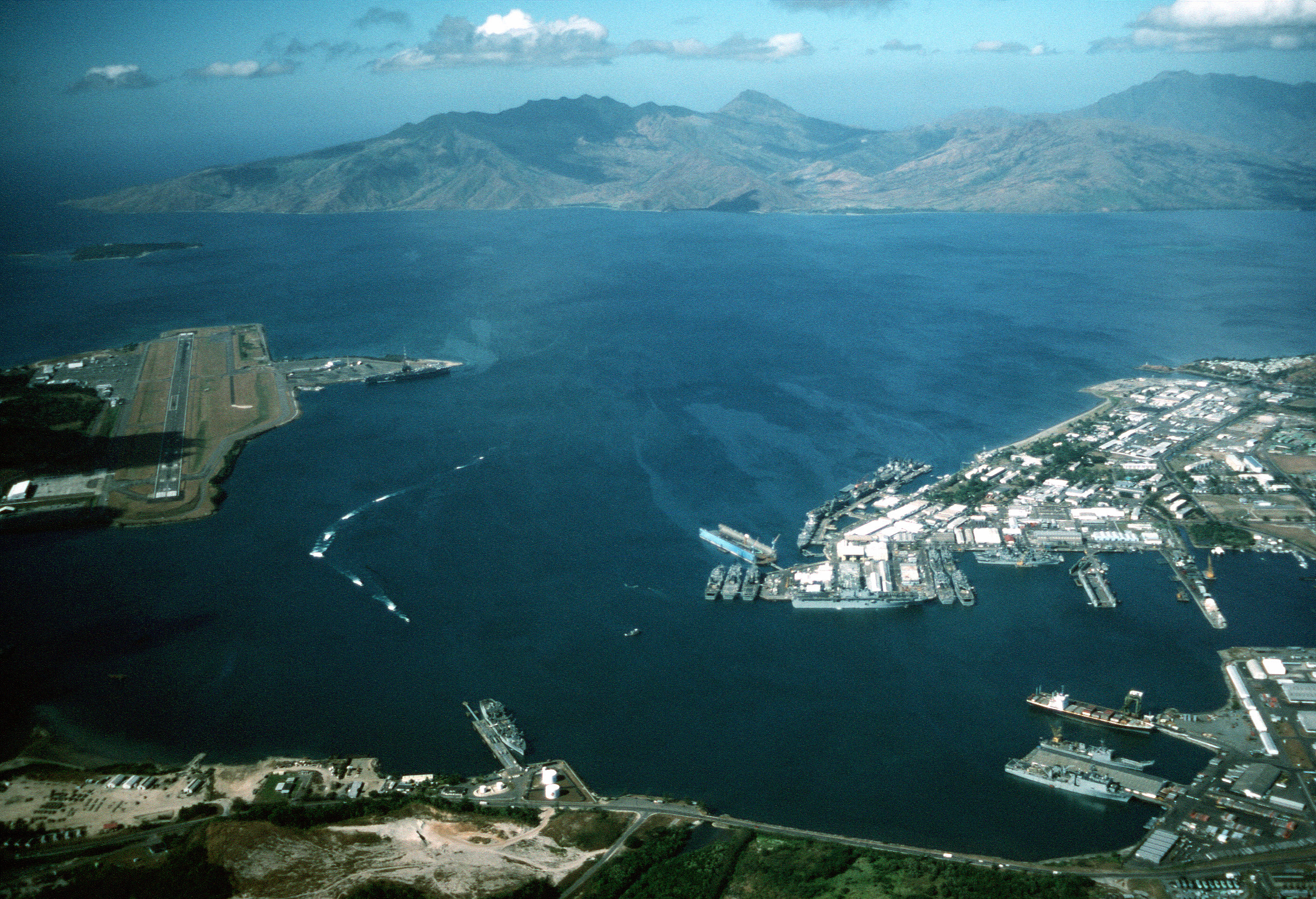
La base navale di Subic Bay nel 1990.

La baia di Subic (in inglese Subic Bay) è una baia delle Filippine  situata lungo la costa ovest dell'isola di Luzón, nella regione di Zambales. Si trova circa 100 km a nord di Manila e si affaccia sul Mar Cinese Meridionale.
Prende il nome dalla città di Subic, situata all'estremità nord della baia.
Fino al 1992 la baia di Subic ospitava la "U.S. Naval Base Subic Bay", una delle più grandi basi della U.S. Navy. In giugno 1991 una catastrofica eruzione del vulcano Pinatubo, che si trova a soli 35 km di distanza, causò ingenti danni alla base, che fu subito evacuata. In settembre gran parte del personale vi fece ritorno e la base impiegava ancora 20.000 civili filippini. In dicembre il governo delle Filippine rifiutò di prorogare il trattato di concessione e il 24 novembre 1992 la bandiera americana vi fu definitivamente ammainata.
La zona fu poi convertita in una zona franca industriale e commerciale nota come Subic Bay Freeport Zone e l'aeroporto militare fu convertito in civile, con il nome di Aeroporto Internazionale di Subic Bay.